# Kvinderne på balkonen
Kvinderne på balkonen (fransk originaltitel: Les femmes au balcon) er en fransk gyserkomedie fra 2024, der er instrueret af Noémie Merlant, der også har skrevet manuskriptet sammen med Céline Sciamma og selv spiller en af de tre hovedroller. Filmen er Merlants anden spillefilm efter hendes debut i 2021 med kærlighedsdramaet Mi Iubita mon amour.

## Handling
Filmen foregår i Marseille, hvor en brændende hedebølge varmer byen op til kogepunktet. De tre veninder - camgirlen Ruby, forfatterspiren Nicole og skuespillerinden Élise - prøver at køle sig ned på deres balkon, hvor de samtidig diskret kan holde øje med naboernes gøren og laden. Især den mystiske fotograf i lejligheden overfor sætter sladderen i gang. Men da han inviterer dem over til en drink en sen aften, udvikler en uskyldig flirt sig pludselig til en blodig affære.

## Medvirkende
- Souheila Yacoub som Ruby
- Sanda Codreanu som Nicole
- Noémie Merlant som Élise
- Lucas Bravo som Magnani
- Nadège Beausson-Diagne som Denise
- Christophe Montenez som Paul

## Modtagelse
Filmmagasinet Ekko gav filmen fire stjener ud af seks og kaldte den en munter, sprælsk, fransk og farverig postpostfeministisk serenade og en pastiche over især 1990'ernes "rape and revenge"-film. Jyllands-Posten gav også fire stjerner. Anmelderen skrev, at Merlant fermt kombinerede fransk films forkærlighed for smukke kvinder med en fortolkning af gysergenrens hævnmotiver, der var sjældent idérig. I Information kaldte anmelderen Christian Monggaard filmen for grumt underholdende og mente, at det var forfriskende, men ind imellem også lidt anstrengende, at filmen var mange ting på én gang og vekslede mellem drama, komedie, thriller og spøgelsesfilm.